# Kapsa simlensis
Kapsa simlensis är en insektsart som beskrevs av Dworakowska, Nagaich och Singh 1978. Kapsa simlensis ingår i släktet Kapsa och familjen dvärgstritar. Inga underarter finns listade i Catalogue of Life.